# Тобе-Чокрак
Тобе́-Чокра́к (на карте 1836 года балка Аиш; укр. Тобе-Чокрак, крымскотат. Töbe Çoqraq, Тёбе Чокъракъ) — река на юго-западе Крыма. Длина 48 км, площадь бассейна 318 км², питание — родниковое. Река берёт начало из одноимённого родника Тобе-Чокрак в селе Родниково. Впадает в озеро Кызыл-Яр около села Ивановка Сакского района.

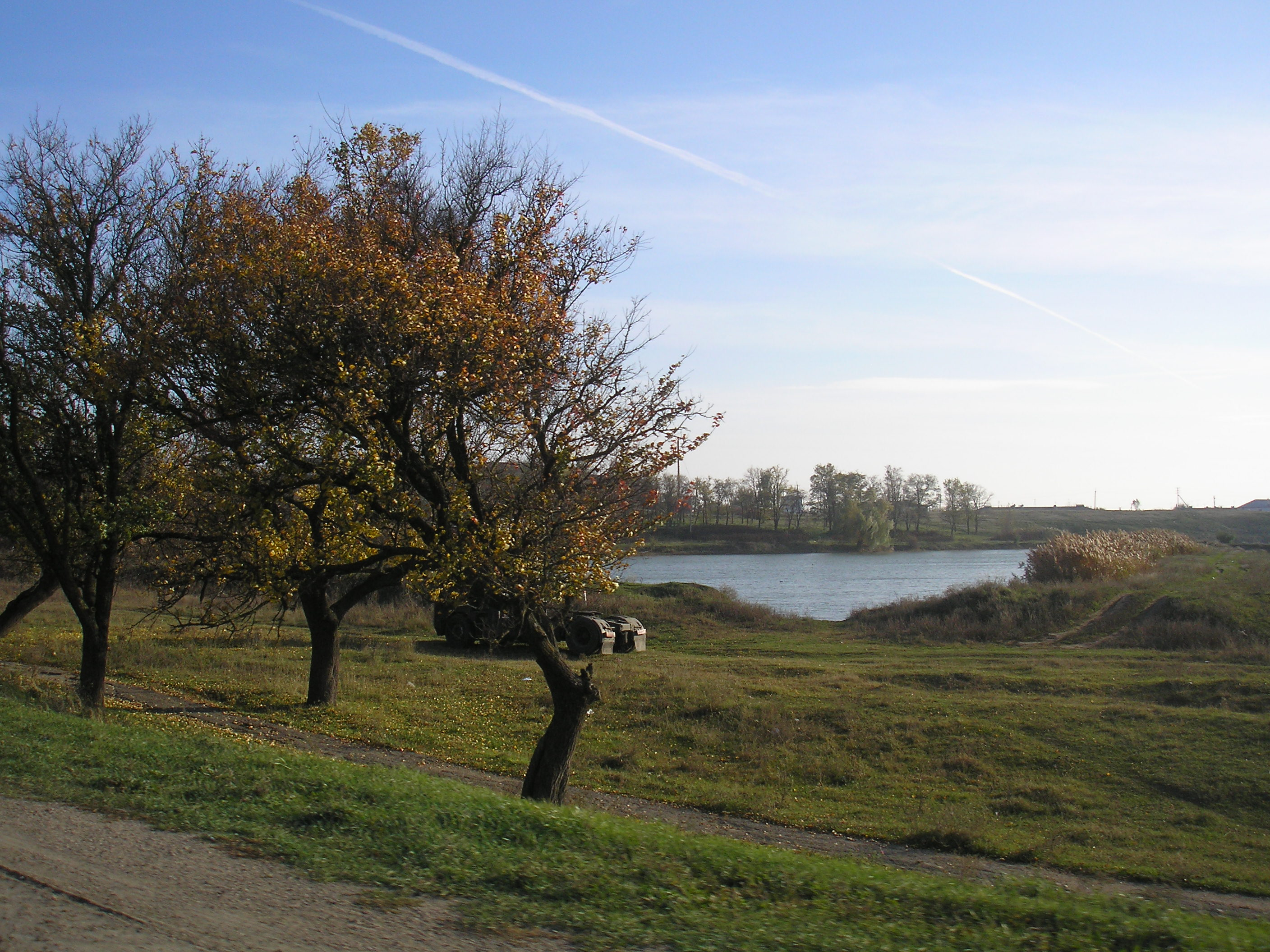
Пруд у истока реки Тобе-Чокрак в Родниковом

Река относится к пересыхающим, кроме окрестностей Ивановки, где питается за счёт вод Межгорного водохранилища. В верхнем течении река протекает по дну глубокой балки Джабанак. Притоки реки в основном левобережные, берут начало на северо-западных склонах Внешней гряды Крымских гор, самый крупный из которых — Ключевая балка. В справочнике «Поверхностные водные объекты Крыма» у реки учтено 2 безымянных притока длиной менее 5 километров. В материалах Партии Крымских Водных изысканий 1916 года учтено 23 родника, питающие реку и высота источника у деревни Кульчук (родник Тобе-Чокрак) указана в 159 м (современными методами высота источника определена в 156 м). Водоохранная зона реки установлена в 100 м

## Название
В переводе с крымскотатарского языка Тобе-Чокрак означает «родник [у] вершины» (töbe — вершина, холм; çoqraq — родник, источник). Ранее носила названия Аишская балка, Кульчук, Кайнаут.